# Cantonul Argentan-Est
Cantonul Argentan-Est este un canton din arondismentul Argentan, departamentul Orne, regiunea Basse-Normandie, Franța.

## Comune
| Comune                                                                                | Populație (1999) | Cod poștal | Cod INSEE |
| ------------------------------------------------------------------------------------- | ---------------- | ---------- | --------- |
| Argentan                                                                              | ... (1)          | 61200      | 61006     |
| Aunou-le-Faucon                                                                       | ...              | 61200      | 61014     |
| Juvigny-sur-Orne                                                                      | ...              | 61200      | 61212     |
| Sai                                                                                   | ...              | 61200      | 61358     |
| Sévigny                                                                               | ...              | 61200      | 61472     |
| Urou-et-Crennes                                                                       | ...              | 61200      | 61496     |
| (1) La fraction de commune située sur ce canton (population municipale totale : ...). |                  |            |           |